# Europäisches Olympisches Winter-Jugendfestival 2023/Freestyle-Skiing
Beim Europäischen Olympischen Winter-Jugendfestival 2023 wurden sechs Wettkämpfe im Freestyle-Skiing ausgetragen.

## Bilanz

### Medaillenspiegel
| Platz  | Land        | Gold | Silber | Bronze | Gesamt |
| ------ | ----------- | ---- | ------ | ------ | ------ |
| 1      | Schweiz     | 3    | –      | –      | 4      |
| 2      | Finnland    | 2    | 1      | –      | 3      |
| 3      | Deutschland | 1    | 1      | –      | 2      |
| 4      | Frankreich  | –    | 2      | –      | 2      |
| 5      | Schweden    | –    | 1      | 1      | 2      |
| 6      | Italien     | –    | –      | 2      | 2      |
| 7      | Estland     | –    | –      | 1      | 1      |
| 7      | Tschechien  | –    | –      | 1      | 1      |
| 7      | Ukraine     | –    | –      | 1      | 1      |
| Gesamt | Gesamt      | 6    | 6      | 6      | 18     |

### Medaillengewinner

#### Jungen
| Disziplin  | Gold             | Silber              | Bronze        |
| ---------- | ---------------- | ------------------- | ------------- |
| Big Air    | Fadri Rhyner     | Nil Brocart Alègre  | Henry Sildaru |
| Slopestyle | Fadri Rhyner     | Stefan Sorokin      | Petr Müller   |
| Skicross   | Nico Offenwanger | William Young Shing | Paolo Piccolo |

#### Mädchen
| Disziplin  | Gold            | Silber            | Bronze                     |
| ---------- | --------------- | ----------------- | -------------------------- |
| Big Air    | Lina Häggström  | Bérénice Dode     | Natalija Kasiuk            |
| Slopestyle | Lina Häggström  | Liina Kuivalainen | Carolina Maria Vitale Cesa |
| Skicross   | Chiara von Moos | Mattli Fersch     | Alexandra Nilsson          |